# Кепушу-Маре (комуна)
Кепушу-Маре (рум. Căpușu Mare) — комуна у повіті Клуж в Румунії. До складу комуни входять такі села (дані про населення за 2002 рік):
- Агирбічу (541 особа)
- Белчешть (96 осіб)
- Дингеу-Маре (283 особи)
- Дингеу-Мік (262 особи)
- Думбрава (408 осіб)
- Кепушу-Маре (835 осіб) — адміністративний центр комуни
- Кепушу-Мік (834 особи)
- Пенічень (328 осіб)
- Стража (104 особи)

Комуна розташована на відстані 340 км на північний захід від Бухареста, 23 км на захід від Клуж-Напоки.

## Населення
За даними перепису населення 2002 року у комуні проживала 3691 особа.
Національний склад населення комуни:
| Національність | Кількість осіб | Відсоток |
| -------------- | -------------- | -------- |
| румуни         | 2167           | 58,7%    |
| угорці         | 1330           | 36,0%    |
| цигани         | 189            | 5,1%     |
| італійці       | 2              | 0,1%     |
| українці       | 1              | < 0,1%   |
| німці          | 1              | < 0,1%   |

Рідною мовою назвали:
| Мова       | Кількість осіб | Відсоток |
| ---------- | -------------- | -------- |
| румунська  | 2217           | 60,1%    |
| угорська   | 1325           | 35,9%    |
| циганська  | 140            | 3,8%     |
| німецька   | 7              | 0,2%     |
| італійська | 1              | < 0,1%   |

Склад населення комуни за віросповіданням:
| Релігія        | Кількість осіб | Відсоток |
| -------------- | -------------- | -------- |
| православні    | 2240           | 60,7%    |
| реформати      | 1213           | 32,9%    |
| баптисти       | 145            | 3,9%     |
| не релігійні   | 14             | 0,4%     |
| римо-католики  | 13             | 0,4%     |
| п'ятдесятники  | 12             | 0,3%     |
| бретрени       | 5              | 0,1%     |
| греко-католики | 3              | 0,1%     |
| унітарії       | 1              | < 0,1%   |
| старообрядці   | 1              | < 0,1%   |